# Riny Schreijenberg
Riny "Marty'" Schreijenberg (Arnhem, 23 november 1954) is een Nederlands musicus, componist en muziekproducer. Hij is de ontdekker, producer en eerste manager van onder anderen Frans Bauer.
Schreijenberg kreeg landelijke bekendheid als 14-jarige trompettist in het programma van Willem Duys. Hij speelde daar zijn eerste hit Maanserenade. Als trompettist maakt hij vele succesvolle singles en nam hij 37 elpees op.
In 1975 begon hij zijn eigen productiemaatschappij en geluidsstudio. Hij produceerde tot 1990 vele artiesten voor vele platenmaatschappijen. In 1993 startte hij het platenlabel TipTop Records.
In 1990 startte hij ook Magnifique Records dat uitgroeide tot Nederlands grootste reli-label. Dat was het moment dat Schreijenberg totaal voor zich zelf begon. Hij begon het nieuwe MM platenlabel, dat binnen één jaar uitgroeide tot het grootste Nederlandstalige label.
Schreijenberg was in die tijd ook initiatiefnemer van het radiostation Radio Nationaal. De zender begon in mei 2000 met uitzenden en draaide uitsluitend Nederlandse muziek. Wegens het mislopen van een FM-frequentie en het ontbreken van financiers stopte Radio Nationaal op 1 juli 2003 met uitzenden.
In Arnhem heeft Schreijenberg zijn eigen studio waar artiesten zoals Frans Bauer, Hanny, Marianne Weber en Koos Alberts gebruik van maakten. Er werden albums opgenomen, die veelal geproduceerd werden door Schreijenberg en Emile Hartkamp.
In 1994 verkocht Schreijenberg zijn maatschappijen aan de firma Koch International uit München; hij bleef aan als directeur. Het grootste succes was de single De regenboog van Marianne Weber en Frans Bauer. Hiermee werd een aantal verkooprecords gebroken.
In 1994 begon hij Schreijenberg Management, waar hij de boekingen en concerten regelde voor onder andere Frans Bauer en Marianne Weber. Zijn neef Peter Haarbrink die al vele jaren bij zijn platenmaatschappij werkte, werd de eerste man bij het management.
In 1999 wonnen Schreijenberg en Hartkamp een Gouden Harp, in 2000 werd Schreijenberg genomineerd voor 'Ondernemer van het Jaar' en in 2001 kreeg hij op Noorderslag de Gouden Veer van het vakblad Muziek en Beeld.
In 2000 verhuisde Schreijenberg naar Ibiza. Hij kwam toch weer terug naar Nederland en was van 2003 tot 2006 manager/producer van Thomas Berge. Inmiddels is hij adviseur van een aantal bedrijven en in 2007 richtte hij Realtime Direct DVD BV op. Deze firma maakt tv-opnamen en levert direct na afloop van een concert of evenement aan de bezoekers een dvd van hetzelfde evenement. In 2008 nam hij het bedrijf De Filmmaker over.

## Geschil met Oscar Hammerstein
Schreijenberg voerde in 2005 een rechtszaak tegen Sony Music Entertainment over een anticoncurrentiebeding dat Thomas Berge betrof, van wie Schreijenberg op dat moment manager was. Destijds was Oscar Hammerstein zijn advocaat. Toen Hammerstein niet kwam opdagen verloor Schreijenberg de rechtszaak. Bovendien verzuimde Hammerstein tegen de uitspraak in hoger beroep te gaan. Hierop begon Schreijenberg een rechtszaak tegen Hammerstein die in 2010 tot het vergoeden van de schade en nog te lijden schade zou zijn veroordeeld. In een bodemprocedure vorderde Schreijenberg 7 miljoen euro. Ook liet hij in februari 2011 beslag leggen op de bezittingen van Hammerstein. Hammerstein spande vervolgens een kort geding aan tegen zijn ex-cliënt.

## Discografie

### Albums
| Album met eventuele hitnotering(en) in de Nederlandse Album Top 100 | Datum van verschijnen | Datum van binnenkomst | Hoogste positie | Aantal weken | Opmerkingen                                 |
| ------------------------------------------------------------------- | --------------------- | --------------------- | --------------- | ------------ | ------------------------------------------- |
| 20 golden trumpet hits                                              |                       | 7-4-1979              | 39              | 7            |                                             |
| Gouden trompetten                                                   |                       | 22-8-1987             | 16              | 11           | met de Gebroeders Brouwer en Willy Schobben |

### Singles
| Single met eventuele hitnotering(en) in de Nederlandse Top 40 | Datum van verschijnen | Datum van binnenkomst | Hoogste positie | Aantal weken | Opmerkingen |
| ------------------------------------------------------------- | --------------------- | --------------------- | --------------- | ------------ | ----------- |
| Maanserenade                                                  |                       | 8-11-1969             | 3               | 10           |             |
| Grootvaders klok                                              |                       | 31-1-1970             | tip             |              |             |
| Grootvaders klok                                              |                       | 21-2-1970             | tip             |              |             |
| Trompet polka / Grootvaders klok                              |                       | 4-4-1970              | 33              | 3            |             |
| Babuschkin                                                    |                       | 4-7-1970              | tip             |              |             |
| Lissabon in de zon                                            |                       | 24-7-1971             | tip             |              |             |
| Alma mia                                                      |                       | 6-11-1971             | 33              | 1            |             |
| Oh mijn papa                                                  |                       | 13-1-1973             | tip             |              |             |
| La lettre                                                     |                       | 16-2-1974             | tip             |              |             |
| Op de boerderij                                               |                       | 12-10-1974            | 26              | 3            |             |

- Gemeinsame Normdatei: 135346274
- MusicBrainz: 3858b47c-f3fc-43e2-ac1b-e20af5ad9f0a
- Virtual International Authority File: 80123657